# Deutsche Gesellschaft für Kinderzahnheilkunde
Die Deutsche Gesellschaft für Kinderzahnmedizin (DGKiZ) ist eine wissenschaftliche medizinische Fachgesellschaft, die sich der Förderung von Forschung, Lehre und klinischer Praxis in der Kinderzahnheilkunde widmet. Die Fachgesellschaft hat die Rechtsform eines eingetragenen Vereins und ist Mitglied der Arbeitsgemeinschaft der Wissenschaftlichen Medizinischen Fachgesellschaften (AWMF).

## Aktivitäten

### Preise
Die DGKiZ vergibt mehrere Preise, mit denen Leistungen in Theorie und Praxis der Kinderzahnmedizin ausgezeichnet werden.
- DGKiZ-Praktikerpreis – Diese Auszeichnung geht an Mitglieder der Fachgesellschaft für eine Fallpräsentation aus der klinischen Praxis im Rahmen der Jahrestagung der DGKiZ.
- DGKiZ-Vortragspreis – für den besten wissenschaftlichen Kurzvortrag im Rahmen einer Jahrestagung
- DGKiZ-Posterpreis für das beste wissenschaftliche Poster auf einer Jahrestagung
- Oral-B-DGKiZ-Preis für Kinderzahnmedizin und Prävention – für die besten Studien und Projekte zur Umsetzung der Prophylaxe bei Kindern und Jugendlichen
- DGKiZ-Publikationspreis für die beste Publikation in der Zeitschrift Oralprophylaxe und Kinderzahnmedizin

Im Jahr 2018 wurde einmalig der elmex-DGKiZ-Praxispreis für das beste Praxiskonzept zur zahnmedizinischen Betreuung von Kindern und Jugendlichen vergeben. Der Preis wurde im Jahr 2020 als elmex-DGKiZ-Präventionspreis neugestiftet und prämiert die beste wissenschaftliche Präsentation im Rahmen der Jahrestagung der DGKiZ. Der Preis ist dotiert mit 1200 €.

### Leitlinien
Die DGKiZ ist seit November 2015 Mitglied der Arbeitsgemeinschaft Wissenschaftlicher Medizinischer Fachgesellschaften, in der die Leitlinienerstellung durch mehr als 170 Fachgesellschaften koordiniert wird. Seither war die DGKiZ an der Erstellung und Publikation von 13 Leitlinien der AWMF beteiligt. Bei der im Jahr 2017 veröffentlichten Leitlinie Fissuren- und Grübchenversiegelung war die DGKiZ gemeinsam mit der Deutschen Gesellschaft für Zahn-, Mund- und Kieferheilkunde und der Deutschen Gesellschaft für Zahnerhaltung federführend beteiligt. Die Leitlinie hat die Entwicklungsstufe S3 und befindet sich derzeit in Überarbeitung.